# Trouy

Trouy este o comună în departamentul Cher, Franța. În 1 ianuarie 2022 avea o populație de 4.034 de locuitori.